# Fédération internationale de la presse socialiste et démocratique
La Fédération internationale de la presse socialiste et démocratique est une organisation internationale liée à l'Internationale socialiste.
Elle est fondée en 1953 pour promouvoir les liens entre journalistes et rédacteurs des journaux socialistes, aussi bien d'un point de vue éditorial que commercial. Elle publie de façon irrégulière un répertoire de la presse socialiste.